# يان برونك
يوهانس بيتر برونك، ويعرف باسم يان برونك (بالهولندية: Johannes Pieter "Jan" Pronk) ـ (ولد في 16 مارس 1940) هو سياسي ودبلوماسي وأستاذ جامعي هولندي. يعمل منذ سنة 2008 أستاذًا زائرًا بجامعة السلام التابعة للأمم المتحدة في ثيوداد كولون في كوستاريكا.
كان برونك عضوًا بحزب العمل الهولندي (PvdA) لفترة طويلة امتدت من عام 1965 إلى عام 2013. وقد شغل منصب وزير تعاون التطوير ثلاث مرات ووزير الإسكان مرة واحدة ووزير التخطيط المكاني والبيئة مرة واحدة بين أعوام 1973 و2002.
ًعمل برونك مبعوثًا خاصًا للأمين العام للأمم المتحدة ورئيسًا لبعثة الأمم المتحدة في السودان بين عامي 2004 و2006.

## روابط خارجية
- يان برونك على موقع مونزينجر (الألمانية)